# Chuzhou
Chuzhou (em chinês 滁州) ou Chucheu é uma cidade da República Popular da China, localizada na província de Anhui.